# Копетон рудокрилий
Копето́н рудокри́лий (Myiarchus oberi) — вид горобцеподібних птахів родини тиранових (Tyrannidae). Мешкає на Малих Антильських островах. Вид названий на честь американського натураліста Фредеріка Одера.

## Опис
Довжина птаха становить 19—22 см, вага 23,3—37 г. Виду не притаманний статевий диморфізм. Верхня частина тіла коричнева, тім'я має оливковий відтінок. Крила рудуваті, боки мають оливковий відтінок, горло і груди сірі, живіт жовтуватий. Представники підвиду M. o. berlepschii мають жовтіший живіт, представники підвиду M. o. sanctaeluciae мають більші розміри.

## Підвиди
Виділяють чотири підвиди:
- M. o. berlepschii Cory, 1888 — острови Сент-Кіттс, Барбуда і Невіс;
- M. o. oberi Lawrence, 1877 — острови Домініка і Гваделупа;
- M. o. sclateri Lawrence, 1879 — острів Мартиніка;
- M. o. sanctaeluciae Hellmayr & Seilern, 1915 — острів Сент-Люсія.

## Поширення і екологія
Рудокрилі копетони живуть у субтропічних і тропічних вологих рівнинних лісах, у чагарникових заростях і на плантаціях на висоті до 900 м над рівнем моря.

## Поведінка
Рудокрилі копетони харчуються здебільшого комахами, яких ловлять, пікіруючи на них з крони дерева. Також вони доповнюють свій раціон дрібними плодами і ягодами. Сезон розмноження триває з травня по липень. Гніздо розміщується в дуплі дерева. У кладці 3—4 яйця.